# Полак Едуард Вікторович
Едуард Вікторович Полак (1932 — ?) — український радянський діяч, секретар Ворошиловградського обласного комітету КПУ.

## Життєпис
Освіта вища. У 1957 році закінчив Дніпропетровський гірничий інститут. Член КПРС.
Перебував на відповідальній господарській роботі.
5 квітня 1972 — 15 січня 1974 року — начальник тресту «Луганськшахтопрохідка» Луганської (Ворошиловградської) області.
З січня 1974 по вересень 1975 року — 2-й секретар Ворошиловградського міського комітету КПУ Ворошиловградської області.
19 вересня 1975 — 10 грудня 1977 року — секретар Ворошиловградського обласного комітету КПУ з питань промисловості.
З грудня 1977 року — заступник міністра вугільної промисловості СРСР.
Подальша доля невідома.

## Нагороди
- орден Трудового Червоного Прапора
- ордени
- медалі